# Jural del Pueblo de la República de Buriatia
El Jural del Pueblo de la República de Buriatia (en ruso: Наро́дный Хура́л Респу́блики Буря́тия; en buriato: Буряад Уласай Арадай Хурал) es el órgano legislativo de la República de Buriatia, una de las 22 repúblicas de Rusia.

## Elección
El Jural se compone de 60 diputados de la República de Buriatia. Bajo la ley actual, 30 personas son elegidos en circunscripciones de mandato único. En este caso, los electores votan por una persona en particular. La otra mitad de los miembros de la Asamblea Nacional se elige de acuerdo a las listas electorales de los partidos políticos. En este caso, los electores votan al partido. Sobre la base de los resultados de toda la república, cada partido debe superar un mínimo de porcentaje en ambas circunscripciones y, de superarlo, obtienen el número de escaños correspondiente al número de votos recibidos.3
Los diputados son elegidos para los períodos legislativos completos, lo que en Buriatia supone 5 años desde 2002. Cualquier ciudadano de la república mayor de 21 años y que no se le haya negado el derecho a voto puede presentarse para diputado.

## Funciones
La tarea principal de la estructura parlamentaria de Buriatia es la creación de la base legislativa de la República, y el control e implantación sobre sus estructuras gubernamentales.

## Composición

### Funcionamiento
El trabajo del Jural está encabezado por el presidente y sus adjuntos. El presidente de la V Legislatura es Tsyrén-Dashí Dorzhíev, que fue votado internamente por los diputados tras el periodo en funciones de Vladímir Pávlov al frente de la presidencia ante la vacante de Matvéi Gershévich, el presidente votado en las urnas, a mitad de la legislatura. 
El trabajo de los diputados de la Asamblea se lleva a cabo en el marco de comités y comisiones. En la V Legislatura hay 6 comités y 6 comisiones:
Comités
- Comité de Política Social.
- Comité de Política Económica en el Sector Industrial y Agrario.
- Comité de los Recursos Naturales, Ecología, Comercio y Consumo.
- Comité de Presupuesto, Impuestos, Finanzas y Bancos.
- Comité sobre Estructura del Estado, Autogobierno Local, Legalidad y Servicio Público.
- Comité de Relaciones Internacionales y Regionales, Asuntos Nacionales, Organizaciones Cívicas y Asociaciones Religiosas.

Comisiones
- Comisión de Control de Votación Electrónica.
- Comisión sobre Mandatos y Ética adjunta.
- Comisión sobre los problemas del Desarrollo Social y Económico de la Ciudad de Ulan-Ude.
- Comisión Anticorrupción.
- Comisión de Regulación.
- Comisión de Contabilidad.

Estos comités y comisiones trabajan de manera continua (todas las semanas) en las oficinas del Jural.

### V Legislatura (2013-2018)
| Facciones políticas en la Asamblea Estatal de Buriatia |                                                         |         |       |         |
| F.                                                     | Partido                                                 | Partido | Líder | Escaños |
| RU                                                     | Rusia Unida                                             |         |       | 46      |
| PC                                                     | Partido Comunista de la Federación Rusa                 |         |       | 6       |
| RJ                                                     | Partido Comunista de la Federación Rusa                 |         |       | 5       |
| NA                                                     | Partido Liberal-Demócrata de Rusia                      |         |       | 1       |
| NA                                                     | Plataforma Cívica                                       |         |       | 1       |
| NA                                                     | Partido Ruso de los Pensionistas por la Justicia Social |         |       | 1       |